# El Campillo (Sevilla)
El Campillo es una pedanía española perteneciente al municipio de La Luisiana en la provincia de Sevilla, Andalucía.

## Geografía
En el año 2010 contaba con 1.188 habitantes. Se encuentra situado a una altitud de 173  metros sobre el nivel del mar y a 72 kilómetros de la capital de provincia, Sevilla.

## Historia
En 1768 fue fundada la colonia de El Campillo junto con La Luisiana, Cañada Rosal y otros pueblos como Los Motillo, que ordenó construir el rey Carlos III, a través del plan de colonización de Sierra Morena. El encargado de llevar a cabo la tarea fue Pablo de Olavide.
Con este plan se pretendía poblar la zona de Sierra Morena con colonos que procedían en su mayoría de centro Europa, Alemania, Francia, Bélgica, Holanda y Suiza. En la actualidad se conservan apellidos como Uber, Pigner, Hebles, Hans, Ancio y otros procedentes de colonos.
En 1835, se constituyó el Ayuntamiento de La Luisiana, quedando incluido en él las localidades de El Campillo y Cañada Rosal, esta última hasta 1986, año en que se segregó.

## Arquitectura

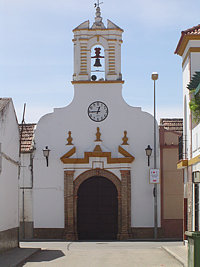
Iglesia de la Virgen de los Dolores de El Campillo.

Destaca la iglesia de la Virgen de los Dolores, este templo conserva su planta original de siglo XVIII, de reducidas dimensiones con sencilla fachada de estilo barroco colonial, rematada con espadaña y con planta de una sola nave. Las imágenes allí veneradas son el Cristo de la Buena Muerte y Nuestra Señora de los Dolores. Tras el altar principal, de estilo neoclásico, conserva interesantes pinturas dieciochescas y orfebrería de la misma época en el recinto de la Sacristía.

## Fiestas
Calendario de fiestas en El Campillo, días festivos:
- Cabalgatas de Reyes Magos. El día 5 de enero.
- Carnavales. Febrero
- Candelarias. Se realizan unos muñecos con ropa y paja, los cuales se arrojan a una gran candela creada con ramas de olivos, se trata de un buen día de convivencia con bebida y comida.
- Día de Andalucía. Se celebra el 28 de febrero. Se realiza una marcha en bicicleta hasta finca de la suerte ubicada en cañada rosal.
- Semana Santa. Procesión el "Jueves Santo". Salida del Cristo de la Buena Muerte y de la Virgen de los Dolores. Cada año la procesión es acompañada por la banda de cornetas y tambores Nuestra Señora de los Dolores.
- Romería de la Virgen de Fátima y la Feria y Fiestas de la Cruz de Mayo. Se celebra en torno al uno de mayo.
- Corpus Christi. Junio.
- Velada en honor a la Virgen de los Dolores. Se festeja el 15 de septiembre.
- Fiestas Navideñas. Diciembre.